# Canton d'Aigre
Le canton d'Aigre est une ancienne division administrative française, située dans le département de la Charente et la région Nouvelle-Aquitaine.

## Histoire
Lors de sa création en 1790 dans le département de la Charente, le canton d'Aigre faisait partie de l'ancien district de Ruffec qui devint en 1801, lors de la réforme napoléonienne de la carte administrative en 1800, l'arrondissement de Ruffec.
Ce dernier fut démantelé par la loi Poincaré de 1926 et l'ancien arrondissement de Ruffec fut rattaché à celui d'Angoulême jusqu'en 2007.
Le 1er janvier 2008, le canton d'Aigre, qui dépendait précédemment de l'arrondissement d'Angoulême, est rattaché à celui de Confolens.
Un nouveau découpage territorial de la Charente entre en vigueur en mars 2015, défini par le décret du 20 février 2014, en application des lois du 17 mai 2013 (loi organique 2013-402 et loi 2013-403). Le nombre de cantons passe ainsi de 35 à 19. Le canton d'Aigre fusionnent avec ceux de Villefagnan et de Ruffec (excepté la commune de Vieux-Ruffec) pour former le Canton de Charente-Nord.

## Description géographique et démographique

### Composition
Le canton d'Aigre comprenait les quinze communes entières suivantes :
| Nom                 | Code Insee | Intercommunalité    | Population (dernière pop. légale) |
| ------------------- | ---------- | ------------------- | --------------------------------- |
| Aigre               | 16005      | CC Cœur de Charente | 1 093 (2014)                      |
| Barbezières         | 16027      | CC Cœur de Charente | 126 (2014)                        |
| Bessé               | 16042      | CC Cœur de Charente | 138 (2014)                        |
| Charmé              | 16083      | CC Cœur de Charente | 357 (2014)                        |
| Ébréon              | 16122      | CC Cœur de Charente | 159 (2014)                        |
| Fouqueure           | 16144      | CC Cœur de Charente | 382 (2014)                        |
| Les Gours           | 16155      | CC Cœur de Charente | 120 (2014)                        |
| Ligné               | 16185      | CC Cœur de Charente | 162 (2014)                        |
| Lupsault            | 16194      | CC Cœur de Charente | 96 (2014)                         |
| Oradour             | 16248      | CC Cœur de Charente | 183 (2014)                        |
| Ranville-Breuillaud | 16275      | CC Cœur de Charente | 190 (2014)                        |
| Saint-Fraigne       | 16317      | CC Cœur de Charente | 454 (2014)                        |
| Tusson              | 16390      | CC Cœur de Charente | 222 (2014)                        |
| Verdille            | 16397      | CC Cœur de Charente | 325 (2014)                        |
| Villejésus          | 16411      | CC Cœur de Charente | 529 (2014)                        |

### Situation géographique du canton
Le canton d'Aigre était situé dans la partie nord-ouest du département de la Charente et appartenait à l'arrondissement de Confolens où il confinait avec le canton de Mansle, à l'est, et le canton de Villefagnan, au nord.
Il était limitrophe de l'arrondissement d'Angoulême où, au sud-est, il était bordé par le canton de Saint-Amant-de-Boixe.
Il était situé au contact de l'arrondissement de Cognac où il jouxtait le canton de Rouillac qui le délimitait au sud.
Enfin, il était bordé par deux départements ; à l'ouest, il confinait avec le département de la Charente-Maritime, voisinant avec les cantons d'Aulnay et de Matha et, au nord-ouest, il jouxtait le département des Deux-Sèvres via le canton de Chef-Boutonne.
Il faut aussi noter que le Méridien de Greenwich traversait le canton en passant à l'ouest de la commune d'Aigre.

### Démographie
| 1962  | 1968  | 1975  | 1982  | 1990  | 1999  | 2006  | 2011  | 2012  |
| ----- | ----- | ----- | ----- | ----- | ----- | ----- | ----- | ----- |
| 6 383 | 5 893 | 5 527 | 5 267 | 5 119 | 4 908 | 4 830 | 4 681 | 4 629 |

## Administration

### Historique des conseillers généraux
| Période | Période      | Identité                                          | Étiquette           | Qualité |
| ------- | ------------ | ------------------------------------------------- | ------------------- | --- |
| 1833    | 1848         | Pierre Bourrut-Delémerie (de Lémerie) (1783-1856) |                     | Avocat, juge de paix à Aigre |
| 1848    | 1878 (décès) | Jean-François, dit Gustave André jeune            | Droite Bonapartiste | Notaire Président du Conseil Général (1855-1869) Député au Corps législatif (1849-1851, 1852-1870, 1871-1876) Sénateur (1876-1878) |
| 1879    | 1895         | René François Gautier                             | Droite bonapartiste | Propriétaire à Aigre Député (1880-1885 et 1893-1898)                                                                               |
| 1895    | 1901         | Auguste Chagnaud                                  | Droite              | Propriétaire à Verdille |
| 1901    | 1907         | Oscar Lacroisade                                  | Républicain         | Médecin de l'hôpital d'Aigre |
| 1907    | 1913 (décès) | Georges Gautier                                   | Conservateur        | Négociant en eaux de vie, maire d'Aigre (1888-1913)                                                                                |
| 1913    | 1919         | Louis Delhoume                                    | Rad.                | Propriétaire à Villejésus, conseiller d'arrondissement                                                                             |
| 1919    | 1925         | Paul Condé                                        | URD                 | Capitaine de corvette de réserve Maire de Saint-Fraigne, conseiller d'arrondissement Député (1924-1928)                            |
| 1925    | 1937         | Louis Delhoume                                    | Rad.                | Propriétaire viticulteur Maire de Villejésus Sénateur (1928-1939)                                                                  |
| 1937    | 1940         | Roger-Louis Réveillaud                            | URD                 | Médecin à Aigre |
|         |              |                                                   |                     | |
| 1943    | 1945         | Jacques Gautier                                   | ?                   | Négociant en eaux de vie, maire d'Aigre Nommé conseiller départemental en 1943.                                                    |
|         |              |                                                   |                     | |
| 1945    | 1949         | Roger-Louis Réveillaud                            | MRP                 | Médecin à Aigre |
| 1949    | 1967         | Pierre Réveillaud                                 | DVD-RPF             | Médecin et Conseiller municipal à Aigre Suppléant du député Jean Valentin (1958-1968)                                              |
| 1967    | 1973         | Robert Simonnaud                                  | Rad. puis MRG       | Artisan maire de Ligné |
| 1973    | 1998         | René Durepaire                                    | UDF-Rad.            | Industriel à Verdille |
| 1998    | 2015         | Franck Bonnet                                     | PS                  | Fonctionnaire, maire de Saint-Fraigne (2001-2022) Vice-Président du Conseil Général                                                |

### Historique des élections

#### Élections cantonales de 2011
| Candidats      | Candidats      | Étiquette      | Premier tour | Premier tour | Second tour | Second tour |
| Candidats      | Candidats      | Étiquette      | Voix         | %            | Voix        | %           |
| -------------- | -------------- | -------------- | ------------ | ------------ | ----------- | ----------- |
|                | Brigitte Fouré | UMP            | 1 139        | 46,78        | 1 383       | 49,93       |
|                | Franck Bonnet* | PS             | 1 126        | 46,24        | 1 387       | 50,07       |
|                | Yves Guieau    | FN             | 170          | 6,98         |             |             |
|                |                |                |              |              |             |             |
| Inscrits       | Inscrits       | Inscrits       | 3 857        | 100,00       | 3 857       | 100,00      |
| Abstention     | Abstention     | Abstention     | 1 332        | 34,53        | 977         | 25,33       |
| Votants        | Votants        | Votants        | 2 525        | 65,47        | 2 880       | 74,67       |
| Blancs et nuls | Blancs et nuls | Blancs et nuls | 90           | 3,56         | 110         | 3,82        |
| Exprimés       | Exprimés       | Exprimés       | 2 435        | 96,44        | 2 770       | 96,18       |

*sortant

#### Élections cantonales de 2004
- Conseiller général sortant : Franck Bonnet (PS).

| Candidats      | Candidats          | Étiquette      | Premier tour | Premier tour |
| Candidats      | Candidats          | Étiquette      | Voix         | %            |
| -------------- | ------------------ | -------------- | ------------ | ------------ |
|                | Franck Bonnet*     | PS             | 1 786        | 61,54        |
|                | Jean-Marie Nocquet | UMP            | 660          | 22,74        |
|                | Yves Guieau        | FN             | 231          | 7,96         |
|                | Christian Roussel  | Verts          | 171          | 5,89         |
|                | Dominique Augier   | EXG            | 54           | 1,86         |
|                |                    |                |              |              |
| Inscrits       | Inscrits           | Inscrits       | 4 053        | 100,00       |
| Abstention     | Abstention         | Abstention     | 985          | 24,30        |
| Votants        | Votants            | Votants        | 3 068        | 75,70        |
| Blancs et nuls | Blancs et nuls     | Blancs et nuls | 166          | 5,41         |
| Exprimés       | Exprimés           | Exprimés       | 2 902        | 94,59        |

*sortant

### Historique des conseillers d'arrondissement (de 1833 à 1940)
Le canton d'Aigre avait deux conseillers d'arrondissement. 
Il appartenait à l'arrondissement de Ruffec jusqu'à sa disparition en 1926.
| Période                                  | Période          | Identité                            | Étiquette             | Qualité |
| ---------------------------------------- | ---------------- | ----------------------------------- | --------------------- | --- |
| 1833                                     | 1839             | Jean Gauthier Laplaine              |                       | Maire d'Aigre                                                                                               |
| 1833                                     | 1845             | Paul Frédéric Labarde               |                       | Propriétaire à Fouqueure                                                                                    |
|                                          |                  |                                     |                       | |
| av.1848                                  |                  | M. Robert                           |                       | Médecin, maire de Tusson                                                                                    |
| 1848                                     | 1852             | M. David fils                       |                       | Propriétaire aux Gours                                                                                      |
| 1852                                     |                  | Louis Gauthier                      |                       | Négociant à Aigre                                                                                           |
| 1861                                     |                  | M. Robert                           |                       | Juge de paix, propriétaire à Tusson                                                                         |
|                                          |                  |                                     |                       | |
| 1871                                     |                  | Louis Gautier                       |                       | Propriétaire à Fouqueure                                                                                    |
| 1871                                     | 1886             | Joseph Mouclier                     | Droite                | Notaire à Aigre                                                                                             |
| 1880                                     | 1895             | Auguste Chagnaud fils               | Droite monarchiste    | Négociant à Cognac, propriétaire à Verdille                                                                 |
| 1886                                     | 1898             | Jean-Émile Ledoux                   | Droite monarchiste    | Propriétaire , maire de Charmé                                                                              |
| 1898                                     | 1907             | Georges Gautier                     | Droite                | Propriétaire, négociant en eaux-de-vie, maire d'Aigre                                                       |
| 1898                                     | 1901 (démission) | Daniel Touzaud                      | Droite                | Docteur en droit, avoué à Angoulême, maire de Bessé                                                         |
| 1901                                     | 1910             | Félix Marot                         | Républicain de droite | Médecin, propriétaire à Fouqueure et Tusson, député (1902-1906)                                             |
| 1907                                     | 1910             | Lucien Gautier (frère de G.Gautier) | Droite                | Propriétaire, négociant en eaux-de-vie à Aigre                                                              |
| 1910                                     | 1913             | Louis Delhoume                      | Républicain radical   | Propriétaire, administrateur de la Caisse d'Épargne, maire de Villejésus                                    |
| 1910                                     | 1919             | Paul Condé                          | Républicain de droite | Ancien officier de marine, maire de Saint-Fraigne                                                           |
| 1919                                     | 1922             | Paul Daniaud                        | Droite                | Gérant du comptoir d'escomptes à Aigre                                                                      |
| 1919                                     | 1922             | Michel Hériard-Dubreuil             | Droite                | Négociant à Oradour-d'Aigre                                                                                 |
| 1922                                     | 1931             | Henri Brisson                       | Républicain           | Exploitant de tourbières à Aigre                                                                            |
| 1922                                     | 1934             | Jean Couvy                          | Républicain-Radical   | Agriculteur à Aigre                                                                                         |
| 1931                                     | 1934             | Ismaël Navarre                      | Radical               | Ingénieur à Barbezières                                                                                     |
| 1934                                     | 1940             | Firmin Pointier                     | URD                   | Propriétaire cultivateur à Fouqueure                                                                        |
| 1940                                     |                  |                                     |                       | Les conseils d'arrondissement ont été suspendus par la loi du 12 octobre 1940 et n'ont jamais été réactivés |
| Les données manquantes sont à compléter. |                  |                                     |                       | |

Sources : Journal "La Charente" https://gallica.bnf.fr/ark:/12148/cb32740226x/date&rk=21459;2.